# Troglocormus willis
Espèce
Troglocormus willis est une espèce de scorpions de la famille des Euscorpiidae.

## Distribution
Cette espèce est endémique du Tamaulipas au Mexique. Elle se rencontre dans les grottes Cueva del Brinco, Cueva X et Cueva de Esperanza.

## Description
Le mâle holotype mesure 58,40 mm et la femelle 66,50 mm. Ces yeux sont réduits.

## Étymologie
Cette espèce est nommée en l'honneur de Willis John Gertsch.

## Publication originale
- Francke, 1981 : A new genus of troglobitic scorpion from Mexico (Chactoidea, Megacorminae). Bulletin of the American Museum of Natural History, no 170 p. 23–28 (texte intégral).